# Nati nel 1982/Novembre
| Questa pagina contiene informazioni ricavate automaticamente dalle voci biografiche con l'ausilio del template Bio e di un bot. L'aggiornamento è periodico e automatico e ricostruisce completamente la pagina. Se manca una persona in questa lista, sei pregato di non aggiungerla, ma accertati piuttosto che la sua voce biografica contenga il template Bio e che i dati anagrafici siano correttamente compilati. Se il template Bio manca, inseriscilo tu stesso o, in alternativa, metti l'avviso {{tmp\|Bio}} che ne segnala la mancanza. Se i dati riportati sono sbagliati, correggi direttamente la voce biografica; le modifiche saranno visibili in questa lista entro pochi giorni. Per chiarimenti vedi il progetto biografie. La lista contiene solo le 385 persone che sono citate nell'enciclopedia e per le quali è stato implementato correttamente il template Bio. Pagina aggiornata al 10 ago 2025. |

- 1º novembre - Stanley Asumnu, ex cestista statunitense
- 1º novembre - Maria Chiara Augenti, attrice italiana
- 1º novembre - LA Knight, wrestler statunitense
- 1º novembre - Moharram Navidkia, allenatore di calcio e ex calciatore iraniano
- 1º novembre - Bradley Orr, ex calciatore inglese
- 1º novembre - Stefania Sansonna, ex pallavolista italiana
- 1º novembre - Warren Spragg, rugbista a 15 britannico
- 1º novembre - Maxime Testu, pilota motociclistico francese
- 1º novembre - E-Dubble, rapper statunitense († 2017)
- 2 novembre - Haidar Abdul-Amir, calciatore iracheno
- 2 novembre - Monica Carminati, ex calciatrice italiana
- 2 novembre - Yunaika Crawford, ex martellista cubana
- 2 novembre - Yogeshwar Dutt, lottatore indiano
- 2 novembre - Kyōko Fukada, cantante e attrice giapponese
- 2 novembre - Charles Itandje, ex calciatore francese
- 2 novembre - Shōgo Kobara, ex calciatore giapponese
- 2 novembre - Jorge Maggio, attore, giornalista e conduttore televisivo argentino
- 2 novembre - Patrick Schwienbacher, ex slittinista italiano
- 2 novembre - Johan Wissman, velocista svedese
- 3 novembre - Hernán Encina, ex calciatore argentino
- 3 novembre - Bojan Janić, allenatore di pallavolo e ex pallavolista serbo
- 3 novembre - Pauline Kamusewu, cantante svedese
- 3 novembre - Egemen Korkmaz, allenatore di calcio e ex calciatore turco
- 3 novembre - Janel McCarville, ex cestista statunitense
- 3 novembre - Iman Mobali, ex calciatore iraniano
- 3 novembre - Myong Song-chol, ex calciatore nordcoreano
- 3 novembre - Boris Pašanski, allenatore di tennis e ex tennista serbo
- 3 novembre - Evgenij Pljuščenko, ex pattinatore artistico su ghiaccio russo
- 3 novembre - Pekka Rinne, hockeista su ghiaccio finlandese
- 3 novembre - Danilo Sacramento, ex calciatore brasiliano
- 3 novembre - Igors Savčenkovs, ex calciatore lettone
- 3 novembre - John Shuster, giocatore di curling statunitense
- 3 novembre - Aleksandr Svitov, hockeista su ghiaccio russo
- 3 novembre - Moataz Yaseen, calciatore giordano
- 3 novembre - Masaru Yokoyama, compositore e arrangiatore giapponese
- 3 novembre - Raquel del Rosario, cantante spagnola
- 4 novembre - Mădălin Ciucă, ex calciatore rumeno
- 4 novembre - Michela Cobisi, ex pattinatrice artistica su ghiaccio italiana
- 4 novembre - Marco Drago, astrofisico italiano
- 4 novembre - Jason Fontenet, ex cestista statunitense
- 4 novembre - Devin Hester, ex giocatore di football americano statunitense
- 4 novembre - Wolfgang Linger, ex slittinista austriaco
- 4 novembre - Neil Mellor, ex calciatore inglese
- 4 novembre - Yohann Pelé, ex calciatore francese
- 4 novembre - Javier Rossi, calciatore argentino
- 4 novembre - Kamila Skolimowska, martellista polacca († 2009)
- 4 novembre - Travis Van Winkle, attore statunitense
- 4 novembre - Maria Diletta Veronese, ex rugbista a 15 italiana
- 5 novembre - Zbigniew Białek, ex cestista polacco
- 5 novembre - Daniele Fabbri, comico, sceneggiatore e fumettista italiano
- 5 novembre - Chris Garneau, cantautore e musicista statunitense
- 5 novembre - Han Ji-min, attrice sudcoreana
- 5 novembre - Noemi Iezzi, ex ginnasta italiana
- 5 novembre - Uzodinma Iweala, scrittore e medico statunitense
- 5 novembre - Théodore Pian, calciatore francese
- 5 novembre - Rob Swire, cantante, polistrumentista e produttore discografico australiano
- 5 novembre - Matthew Williams, ex calciatore gallese
- 6 novembre - Alessandro Barattoni, politico italiano
- 6 novembre - Joseph Enakarhire, ex calciatore nigeriano
- 6 novembre - Vera Filatova, attrice ucraina
- 6 novembre - Ann Kristin Flatland, ex biatleta norvegese
- 6 novembre - Oleksij Haj, allenatore di calcio e ex calciatore ucraino
- 6 novembre - Barrett Long, attore pornografico statunitense
- 6 novembre - Davide Marranchelli, regista e attore teatrale italiano
- 6 novembre - Marina Munćan, ex mezzofondista serba
- 6 novembre - Javier Méndez Leiva, allenatore di calcio e ex calciatore uruguaiano
- 6 novembre - Qairat Nūrdäuletov, allenatore di calcio e ex calciatore kazako
- 6 novembre - Marc Oberweis, ex calciatore lussemburghese
- 6 novembre - Ignacio Rodríguez Ortiz, ex calciatore spagnolo
- 6 novembre - Kameli Ratuvou, ex rugbista a 15 e rugbista a 7 figiano
- 6 novembre - Sowelu, cantante giapponese
- 6 novembre - Dominique Taboga, ex calciatore austriaco
- 6 novembre - Thebon, cantante norvegese
- 7 novembre - Alessandro Frara, dirigente sportivo e ex calciatore italiano
- 7 novembre - Gaetano Grieco, ex calciatore italiano
- 7 novembre - Kelly Joyce, cantante francese
- 7 novembre - Admir Kršić, ex calciatore sloveno
- 7 novembre - Pascal Leclaire, ex hockeista su ghiaccio canadese
- 7 novembre - Rick Malambri, attore, ballerino e modello statunitense
- 7 novembre - Fabrizio Pasqua, dirigente sportivo e ex arbitro di calcio italiano
- 7 novembre - Aurélie Santon, ex sciatrice alpina francese
- 7 novembre - Ladi6, cantautrice e rapper neozelandese
- 7 novembre - Zhang Yueran, scrittrice cinese
- 8 novembre - Ted DiBiase Jr., ex wrestler statunitense
- 8 novembre - Lynndie England, criminale di guerra e ex militare statunitense
- 8 novembre - Susan Francia, canottiera ungherese
- 8 novembre - Eleonora Giovanardi, attrice italiana
- 8 novembre - Mika Kallio, pilota motociclistico finlandese
- 8 novembre - DJ Gengis, disc jockey e beatmaker italiano
- 8 novembre - Melanie Melfort, ex altista tedesca
- 8 novembre - Francesco Molinari, golfista italiano
- 8 novembre - Lauren Oliver, scrittrice statunitense
- 8 novembre - Rodrigo Romero, ex calciatore paraguaiano
- 8 novembre - Ethan Juan, attore e modello taiwanese
- 8 novembre - Aisa Senda, cantante, attrice e conduttrice televisiva giapponese
- 8 novembre - Sam Sparro, cantante, compositore e produttore discografico australiano
- 9 novembre - Pablo Bastianini, ex calciatore argentino
- 9 novembre - Robert Braber, ex calciatore olandese
- 9 novembre - Owen Daniels, ex giocatore di football americano statunitense
- 9 novembre - Óscar Isaula, calciatore guatemalteco
- 9 novembre - Mirjam Jaeger, ex snowboarder e sciatrice freestyle svizzera
- 9 novembre - Houssine Kharja, ex calciatore francese
- 9 novembre - Nick Mitchell, ex wrestler statunitense
- 9 novembre - Boaz Myhill, ex calciatore statunitense
- 9 novembre - Arantxa Parra Santonja, allenatrice di tennis e ex tennista spagnola
- 9 novembre - Fiona Pennie, canoista britannica
- 9 novembre - Jana Pittman, ostacolista, velocista e bobbista australiana
- 9 novembre - Andy Souwer, ex artista marziale e ex kickboxer olandese
- 9 novembre - Massiv, rapper tedesco
- 9 novembre - Eugenia Tempesta, attrice e cantautrice italiana
- 9 novembre - Eloise Wellings, maratoneta e mezzofondista australiana
- 9 novembre - Petra Wimbersky, ex calciatrice tedesca
- 10 novembre - Tatyana Belan, ex ginnasta bielorussa
- 10 novembre - Shane Cansdell-Sherriff, ex calciatore australiano
- 10 novembre - Chris Canty, ex giocatore di football americano statunitense
- 10 novembre - Drian Francisco, pugile filippino
- 10 novembre - Eric Gawu, ex calciatore ghanese
- 10 novembre - Alejandro Hernández Hernández, arbitro di calcio spagnolo
- 10 novembre - Jimbo, personaggio televisivo e costumista canadese
- 10 novembre - Sabah Khouri, ex cestista libanese
- 10 novembre - Ahmet Kural, attore turco
- 10 novembre - Ruth Lorenzo, cantante spagnola
- 10 novembre - Lorenzo Malagola, politico italiano
- 10 novembre - Heather Matarazzo, attrice statunitense
- 10 novembre - Juan Ojeda, calciatore argentino
- 10 novembre - Adele Romanski, produttrice cinematografica e produttrice televisiva statunitense
- 10 novembre - Katarína Roth Neveďalová, politica slovacca
- 10 novembre - Moran Roth, ex cestista israeliano
- 10 novembre - Arne Stephan, attore e doppiatore tedesco
- 10 novembre - Amets Txurruka, ex ciclista su strada spagnolo
- 10 novembre - Naoya Urata, cantante giapponese
- 10 novembre - Aliette de Bodard, scrittrice statunitense
- 11 novembre - Gian Marco Berti, tiratore a volo sammarinese
- 11 novembre - Gonzalo Canale, ex rugbista a 15 italiano
- 11 novembre - Courtney Fields, ex cestista statunitense
- 11 novembre - Shimon Moore, cantante e chitarrista australiano
- 11 novembre - Armando Pizzuti, casting director e attore italiano
- 11 novembre - Fedayi San, arbitro di calcio svizzero
- 11 novembre - Ricky Walden, giocatore di snooker inglese
- 12 novembre - Adriano Pimenta, ex calciatore brasiliano
- 12 novembre - Luca Bonifazi, ex calciatore sammarinese
- 12 novembre - Maksim Čudov, ex biatleta russo
- 12 novembre - Sibylla Deen, attrice australiana
- 12 novembre - Peter Fill, allenatore di sci alpino e ex sciatore alpino italiano
- 12 novembre - Anne Hathaway, attrice statunitense
- 12 novembre - Mikele Leigertwood, allenatore di calcio e ex calciatore antiguo-barbudano
- 12 novembre - Óscar González Marcos, ex calciatore spagnolo
- 12 novembre - Radu Petrescu, arbitro di calcio rumeno
- 12 novembre - Romain Sartre, ex calciatore francese
- 12 novembre - Aleksandr Sergeevič Serov, dirigente sportivo, ex pistard e ciclista su strada russo
- 12 novembre - Thiago Silva, artista marziale misto brasiliano
- 12 novembre - Gintarė Volungevičiūtė, velista lituana
- 12 novembre - Wu Hui-ju, ex arciera taiwanese
- 13 novembre - Denis Buntić, ex pallamanista croato
- 13 novembre - Michael Copon, attore e cantante statunitense
- 13 novembre - Johannes Ertl, ex calciatore austriaco
- 13 novembre - Anton Fokin, ginnasta uzbeko
- 13 novembre - Andrea Gavazzi, ex rugbista a 15 italiano
- 13 novembre - Martin Grech, cantautore britannico
- 13 novembre - Pascal Grünwald, ex calciatore austriaco
- 13 novembre - Daniela Klemenschits, tennista austriaca († 2008)
- 13 novembre - Sandra Klemenschits, ex tennista austriaca
- 13 novembre - Koda Kumi, cantante e ballerina giapponese
- 13 novembre - Michael Andrew Law, pittore cinese
- 13 novembre - Cícero Moraes, designer brasiliano
- 13 novembre - Tuomas Pihlman, hockeista su ghiaccio finlandese
- 13 novembre - Sean Rooney, ex pallavolista statunitense
- 14 novembre - Hamdan bin Mohammed Al Maktoum, emiratino
- 14 novembre - Ekaterina Atalık, scacchista russa
- 14 novembre - Greg Chambers, hockeista su ghiaccio canadese
- 14 novembre - Nicolas Colsaerts, golfista belga
- 14 novembre - Gradimir Crnogorac, allenatore di calcio e ex calciatore bosniaco
- 14 novembre - José Espinal, ex calciatore dominicano
- 14 novembre - Vinicio Espinal, allenatore di calcio e ex calciatore dominicano
- 14 novembre - Boosie Badazz, rapper, cantante e attore statunitense
- 14 novembre - Ron Howard, ex cestista statunitense
- 14 novembre - Stephen Hughes, ex calciatore scozzese
- 14 novembre - Kim Jaggy, ex calciatore svizzero
- 14 novembre - Kyle Orton, ex giocatore di football americano statunitense
- 14 novembre - Laura Ramsey, attrice statunitense
- 14 novembre - Ilona Usovič, velocista bielorussa
- 14 novembre - Joy Williams, cantautrice statunitense
- 15 novembre - Susie Abromeit, attrice statunitense
- 15 novembre - Charles-Henri Bronchard, cestista francese
- 15 novembre - Yaya DaCosta, attrice e modella statunitense
- 15 novembre - William Eubank, regista e sceneggiatore statunitense
- 15 novembre - Jenifer, cantante francese
- 15 novembre - Cody Marshall, ex sciatore alpino statunitense
- 15 novembre - Benjamin Melink, ex giocatore di calcio a 5 sloveno
- 15 novembre - Giaan Rooney, nuotatrice australiana
- 15 novembre - Clemens J. Setz, scrittore e traduttore austriaco
- 15 novembre - Lofa Tatupu, ex giocatore di football americano e allenatore di football americano statunitense
- 15 novembre - Kalu Uche, ex calciatore nigeriano
- 15 novembre - ClioMakeUp, truccatrice, youtuber e conduttrice televisiva italiana
- 16 novembre - Pere Aragonès, politico spagnolo
- 16 novembre - Michal Belej, ex calciatore e ex giocatore di calcio a 5 ceco
- 16 novembre - Nonito Donaire, pugile filippino
- 16 novembre - Francesca Flati, politica italiana
- 16 novembre - Argent Halili, ex calciatore albanese
- 16 novembre - Stephi Lineburg, attrice statunitense
- 16 novembre - Michele Marani, ex calciatore sammarinese
- 16 novembre - Anke Pietrangeli, cantante sudafricana
- 16 novembre - Jannie du Plessis, rugbista a 15 e medico sudafricano
- 16 novembre - Ronald Pognon, velocista francese
- 16 novembre - Patricia Sarrapio, triplista spagnola
- 16 novembre - Amar'e Stoudemire, ex cestista e allenatore di pallacanestro statunitense
- 16 novembre - Rebecca Vespa Berglund, giornalista, autrice televisiva e conduttrice televisiva italiana
- 16 novembre - Ólína Guðbjörg Viðarsdóttir, ex calciatrice islandese
- 17 novembre - Becky Albertalli, scrittrice e psicologa statunitense
- 17 novembre - Sofija Andruchovyč, scrittrice e saggista ucraina
- 17 novembre - Mimoun Azaouagh, ex calciatore tedesco
- 17 novembre - Évelyne Brochu, attrice canadese
- 17 novembre - Nuno Cortez, ex cestista portoghese
- 17 novembre - Diane Ducret, scrittrice franco
- 17 novembre - Lucy Durack, cantante e attrice australiana
- 17 novembre - Katie Feenstra, ex cestista e allenatrice di pallacanestro statunitense
- 17 novembre - Jim Hamilton, ex rugbista a 15 britannico
- 17 novembre - Astrid Krag, politica danese
- 17 novembre - Paul Miller, ex cestista statunitense
- 17 novembre - Otacílio Neto, ex calciatore brasiliano
- 17 novembre - Sheila Ocasio, ex pallavolista portoricana
- 17 novembre - Leonel Ríos, ex calciatore argentino
- 17 novembre - Olivia Sanchez, ex tennista francese
- 17 novembre - Vučina Šćepanović, allenatore di calcio e ex calciatore serbo
- 17 novembre - Andrij Serdinov, nuotatore ucraino
- 17 novembre - Thomas Sørum, calciatore norvegese
- 17 novembre - Yasuki Tanaka, fumettista giapponese
- 18 novembre - Freyr Alexandersson, allenatore di calcio e ex calciatore islandese
- 18 novembre - Gracia Baur, cantante tedesca
- 18 novembre - David Bystroň, calciatore ceco († 2017)
- 18 novembre - Filip Despotovski, ex calciatore macedone
- 18 novembre - Christian Diego Di Sanzo, politico italiano
- 18 novembre - Justin Knapp, attivista statunitense
- 18 novembre - Manuel Lucena, ex calciatore spagnolo
- 18 novembre - Olivia Nobs, snowboarder svizzera
- 18 novembre - Hannes Peckolt, velista tedesco
- 18 novembre - Ricardo Nuno Oliveira da Rocha, ex calciatore portoghese
- 18 novembre - Marlène Schiappa, scrittrice, attivista e politica francese
- 18 novembre - Akeno Watanabe, doppiatrice giapponese
- 18 novembre - Damon Wayans Jr., attore e comico statunitense
- 19 novembre - Sylvain Dufour, snowboarder francese
- 19 novembre - Anastasija Kazakul, fondista russa
- 19 novembre - Moussa Koita, ex calciatore francese
- 19 novembre - Rudi Locatin,  e ex hockeista su ghiaccio|Attività= allenatore di hockey su ghiaccio italiano
- 19 novembre - Abdou Moumouni, ex calciatore togolese
- 19 novembre - Takuya Nakase, ginnasta giapponese
- 19 novembre - Erasmo Palazzotto, politico italiano
- 19 novembre - Francesco Reda, ciclista su strada italiano
- 19 novembre - Shin Dong-hyuk, attivista nordcoreano
- 19 novembre - Marcus Sloan, ex cestista statunitense
- 19 novembre - Adam Waleskowski, ex cestista statunitense
- 19 novembre - Theo Zwarthoed, ex calciatore olandese
- 20 novembre - Stephen Ademolu, ex calciatore canadese
- 20 novembre - Héctor Albadalejo, giocatore di calcio a 5 spagnolo
- 20 novembre - Rossano Baldini, pianista e compositore italiano
- 20 novembre - Hotfunkboys, disc jockey italiano
- 20 novembre - Bobby Creekwater, rapper statunitense
- 20 novembre - Dương Hồng Sơn, calciatore vietnamita
- 20 novembre - Sabatina James, scrittrice pakistana
- 20 novembre - Rémi Mathis, bibliotecario e storico francese
- 20 novembre - Ryan O'Donnell, cantante e attore inglese
- 20 novembre - Shermine Shahrivar, modella e conduttrice televisiva tedesca
- 20 novembre - Margo Stilley, attrice e ex modella statunitense
- 20 novembre - Eloy Teruel, pistard e ciclista su strada spagnolo
- 20 novembre - Fabián Villaseñor, ex calciatore messicano
- 21 novembre - Ryan Carnes, attore statunitense
- 21 novembre - María Cotiello, attrice spagnola
- 21 novembre - Paul W. Downs, attore, sceneggiatore e regista statunitense
- 21 novembre - Mychajlo Drapatyj, generale ucraino
- 21 novembre - Abraham Enoch, ex calciatore papuano
- 21 novembre - Francesco Lorenzi, cantautore, musicista e produttore discografico italiano
- 21 novembre - John Lucas, ex cestista e allenatore di pallacanestro statunitense
- 21 novembre - Lissie, cantautrice statunitense
- 21 novembre - Joseph Perrino, attore statunitense
- 21 novembre - Pablo Salazar, ex calciatore costaricano
- 21 novembre - Rachid Soulaimani, calciatore marocchino
- 21 novembre - Shevon Stoddart, ex ostacolista giamaicana
- 21 novembre - Chekrovolü Swüro, ex arciera indiana
- 21 novembre - Kheiron, attore, comico e regista francese
- 22 novembre - Yakubu Aiyegbeni, ex calciatore nigeriano
- 22 novembre - Steve Angello, disc jockey e produttore discografico greco
- 22 novembre - Mathieu Bodmer, dirigente sportivo e ex calciatore francese
- 22 novembre - Chen Zhong, ex taekwondoka cinese
- 22 novembre - Charlene Choi, cantante e attrice cinese
- 22 novembre - Carlos Espinosa, ex calciatore cileno
- 22 novembre - Fiona Glascott, attrice irlandese
- 22 novembre - Derrick Johnson, ex giocatore di football americano statunitense
- 22 novembre - Isild Le Besco, attrice, sceneggiatrice e regista francese
- 22 novembre - Fernando Schweitzer, attore e giornalista brasiliano
- 23 novembre - Colby Armstrong, ex hockeista su ghiaccio canadese
- 23 novembre - Neil Danns, allenatore di calcio e ex calciatore guyanese
- 23 novembre - Tom Denney, produttore discografico, compositore e chitarrista statunitense
- 23 novembre - Saïd Haddou, ex ciclista su strada e ex pistard francese
- 23 novembre - Håvard Hegre, ex giocatore di calcio a 5 e ex calciatore norvegese
- 23 novembre - Jennifer Joines, ex pallavolista e allenatrice di pallavolo statunitense
- 23 novembre - Georgi Joseph, cestista francese
- 23 novembre - Christopher Megaloudis, ex calciatore statunitense
- 23 novembre - Daniel Ola, ex calciatore ghanese
- 23 novembre - Frank Omiyale, giocatore di football americano statunitense
- 23 novembre - Phùng Văn Nhiên, calciatore vietnamita
- 23 novembre - Asafa Powell, ex velocista giamaicano
- 23 novembre - Shin Sung-rok, attore sudcoreano
- 24 novembre - Christian Eichner, allenatore di calcio e ex calciatore tedesco
- 24 novembre - Ryan Fitzpatrick, ex giocatore di football americano statunitense
- 24 novembre - Andreas Gerster, ex calciatore liechtensteinese
- 24 novembre - Nuriye Gülmen, docente e attivista turca
- 24 novembre - Luca Oberti, clavicembalista e direttore d'orchestra italiano
- 24 novembre - Kwame Quansah, ex calciatore ghanese
- 24 novembre - Jakob Jóhann Sveinsson, nuotatore islandese
- 24 novembre - Francisco Jovel Álvarez, calciatore salvadoregno
- 25 novembre - Stefano Cipressi, canoista italiano
- 25 novembre - Natalia Cordova-Buckley, attrice messicana
- 25 novembre - Giovane Alves da Silva, ex calciatore brasiliano
- 25 novembre - Jiří Hubálek, cestista ceco
- 25 novembre - Minna Kauppi, orientista finlandese
- 25 novembre - Félix Muamba Musasa, ex calciatore congolese (Repubblica Democratica del Congo)
- 25 novembre - Maximilian Nicu, ex calciatore tedesco
- 25 novembre - Marco Pelliccioli, poeta e scrittore italiano
- 25 novembre - Răzvan Pleșca, ex calciatore rumeno
- 25 novembre - Vitangelo Spadavecchia, allenatore di calcio e ex calciatore italiano
- 25 novembre - Fatma Toptaş, attrice turca
- 25 novembre - Freddy Vava, calciatore vanuatuano
- 26 novembre - Eleonora Alverà, giocatrice di curling italiana
- 26 novembre - Keith Ballard, ex hockeista su ghiaccio statunitense
- 26 novembre - Paola Brumana, ex calciatrice italiana
- 26 novembre - Jessica Camacho, attrice statunitense
- 26 novembre - Francesca Congia, judoka italiana
- 26 novembre - Matthias Eck, ex giocatore di football americano tedesco
- 26 novembre - Rocco Ficara, lottatore italiano
- 26 novembre - Sam Hargrave, regista, attore e stuntman statunitense
- 26 novembre - Shōei Hasegawa, ex giocatore di football americano e allenatore di football americano giapponese
- 26 novembre - Luther Head, ex cestista statunitense
- 26 novembre - Karl Henry, ex calciatore inglese
- 26 novembre - Juliane Schenk, ex giocatrice di badminton tedesca
- 26 novembre - Jan Michael Sprenger, scacchista, compositore di scacchi e filosofo tedesco
- 26 novembre - Srđan Blažić, ex calciatore montenegrino
- 26 novembre - Will Wade, allenatore di pallacanestro statunitense
- 27 novembre - Ol'ga Artešina, ex cestista russa
- 27 novembre - David Bellion, ex calciatore francese
- 27 novembre - Chi Shu-ju, ex taekwondoka taiwanese
- 27 novembre - Aleksandr Keržakov, allenatore di calcio, dirigente sportivo e ex calciatore russo
- 27 novembre - Christian Presciutti, allenatore di pallanuoto e ex pallanuotista italiano
- 27 novembre - Tommy Robinson, politico e criminale britannico
- 27 novembre - Tatsuya Tanaka, ex calciatore giapponese
- 28 novembre - Leandro Barbosa, allenatore di pallacanestro e ex cestista brasiliano
- 28 novembre - Emma Booth, attrice e modella australiana
- 28 novembre - Monique Coker, ex cestista statunitense
- 28 novembre - Malcolm Goodwin, attore statunitense
- 28 novembre - Cátia Halar, ex cestista mozambicana
- 28 novembre - Alice Henley, attrice britannica
- 28 novembre - Steve Mullings, ex velocista giamaicano
- 28 novembre - Chineze Nwagbo, ex cestista statunitense
- 28 novembre - Pero Pejić, ex calciatore croato
- 28 novembre - Alan Ritchson, modello, attore e cantante statunitense
- 28 novembre - Hannah Schneider, cantante danese
- 29 novembre - János Balogh, calciatore ungherese
- 29 novembre - Lucas Black, attore statunitense
- 29 novembre - Gemma Chan, attrice e ex modella britannica
- 29 novembre - Sébastien Delfosse, ex ciclista su strada belga
- 29 novembre - Simon de Jano, disc jockey e produttore discografico italiano
- 29 novembre - Pekka Koskela, pattinatore di velocità su ghiaccio finlandese
- 29 novembre - Miguel Ángel López Jaén, ex tennista spagnolo
- 29 novembre - Shelton Martis, ex calciatore olandese
- 29 novembre - John Mensah, ex calciatore ghanese
- 29 novembre - Michael Peterson, ex giocatore di football americano statunitense
- 29 novembre - Marcin Robak, ex calciatore polacco
- 29 novembre - Hayato Sasaki, ex calciatore giapponese
- 29 novembre - Eddie Spears, attore statunitense
- 29 novembre - Krystal Steal, attrice pornografica statunitense
- 29 novembre - Dragan Župan, calciatore croato
- 30 novembre - Morjana Alaoui, attrice marocchina
- 30 novembre - Tony Bellew, ex pugile e attore britannico
- 30 novembre - Anine Bing, modella e cantante danese
- 30 novembre - Luis Chicas, ex calciatore e ex giocatore di calcio a 5 guatemalteco
- 30 novembre - Elisha Cuthbert, attrice canadese
- 30 novembre - Vítor Hugo, ex giocatore di calcio a 5 portoghese
- 30 novembre - Medina, cantautrice danese
- 30 novembre - Kelly Jennings, ex giocatore di football americano statunitense
- 30 novembre - Diego Nunes, artista marziale misto brasiliano
- 30 novembre - Pablo Pin, allenatore di pallacanestro spagnolo
- 30 novembre - Jason Pominville, hockeista su ghiaccio statunitense
- 30 novembre - Domenico Pozzovivo, ex ciclista su strada italiano
- 30 novembre - Ai Tominaga, modella giapponese
- 30 novembre - Armen Vardanyan, lottatore armeno
- 30 novembre - Astrid Vierthaler, ex sciatrice alpina austriaca